# Invoeringswet openbare lichamen Bonaire, Sint Eustatius en Saba
De Wet van 17 mei 2010 tot invoering van de regelgeving met betrekking tot de openbare lichamen Bonaire, Sint Eustatius en Saba, kortweg de Invoeringswet openbare lichamen Bonaire, Sint Eustatius en Saba (IBES) is een Nederlandse wet die het rechtsterritorium van Caribisch Nederland inricht en deze scheidt van het bestaande rechtsterritorium van Nederland (vanaf dat moment: Europees Nederland)
In hoofdstuk 2 wordt bepaald welke wetten van kracht zijn in het grondgebied van de openbare lichamen Bonaire, Sint Eustatius en Saba. In dit hoofdstuk wordt verwezen naar de bijlage, waarin een lijst is opgenomen met Antilliaanse wettelijke regelingen die de status hebben gekregen van Nederlandse wet, AMvB of ministeriële regeling, van kracht in Caribisch Nederland. Deze regelingen zijn te herkennen aan het feit dat ze op ‘BES’ eindigen, bijvoorbeeld: “Mijnwet BES”. De meeste BES-regelingen gelden voor heel Caribisch Nederland. Uitzonderingen zijn het “Besluit slacht- en vleeskeuring Bonaire” en het “Besluit slachten en verkopen van vee op Sint Eustatius”.
Nederlandse wettelijke regelingen zijn normaal gesproken niet van toepassing in Caribisch Nederland, tenzij uitdrukkelijk blijkt dat dit wel het geval is. Bij deze wetten wordt er vaak een artikel aan toegevoegd met de tekst: 
Deze wet is mede van toepassing in de openbare lichamen Bonaire, Sint Eustatius en Saba.
De Spellingwet bijvoorbeeld geldt daardoor voor heel Nederland.
In hoofdstuk 2a zorgt het enige artikel van dit hoofdstuk (artikel 4a) ervoor dat een huwelijken tussen personen van gelijk geslacht en geregistreerde partnerschappen zoals die voltrokken kunnen worden in Europees Nederland, dezelfde rechtsgevolgen hebben als huwelijken (tussen man en vrouw) die in Caribisch Nederland zijn voltrokken.
In hoofdstuk 2b wordt de taal in het bestuurlijk verkeer geregeld op een vergelijkbare wijze hoe dat in het Europese deel van Nederland is geregeld in de Wet gebruik Friese taal. Hiermee krijgt het Papiaments in Bonaire en het Engels in Sint Eustatius en Saba een vergelijkbare status als het Fries in Friesland. Dit hoofdstuk zou aanvankelijk op 10 oktober 2010 in werking treden, maar dat werd vertraagd tot 1 januari 2011. Om te voorkomen dat er een wettelijk gat zou ontstaan ten aanzien van het gebruik van officiële talen, is de “Tijdelijke wet officiële talen BES” ingevoerd. Deze is gebaseerd op de Antilliaanse “Landsverordening officiële talen”.
In hoofdstuk 3 (artikel 6) regelt dat Nederlandse vonnissen en akten, binnen heel Nederland ten uitvoer kunnen worden gelegd.
Hoofdstuk 4 regelt het overgangsrecht. Zo 'erven' de openbare lichamen de eigendommen, rechten en plichten van de Antilliaanse eilandgebieden
Hoofdstuk 5 regelt de noodbevoegdheden. Hierin wordt bepaald dat Lijst A van de Coördinatiewet uitzonderingstoestanden eveneens van toepassing is in de openbare lichamen, maar dat overal waar burgemeester staat, gezaghebber dient te worden gelezen en overal waar Commissaris van de Koning staat, Rijksvertegenwoordiger dient te worden gelezen.
In hoofdstuk 6 worden de delegatiegrondslagen per minister vastgelegd. Er is namelijk gekozen om op bepaalde beleidsterreinen geen formele wetten, maar Algemene Maatregelen van Bestuur (AMvB’s) te gebruiken. Een voorbeeld is de zorgverzekering voor Caribisch Nederland die is geregeld in het ‘Besluit zorgverzekering BES’. De grondslag van deze AMvB wordt gevormd door artikel 18.4.1 van de IBES.
Hoofdstuk 7 bevat de slotbepalingen, onder meer om fouten of onvolkomenheden in de BES-regelingen die onaanvaardbare gevolgen kunnen hebben, snel te kunnen herstellen. De minister van Binnenlandse Zaken had de bevoegdheid om BES-wetten binnen een jaar na transitie van 10 oktober 2010 te wijzigen per ministeriële regeling. Na inwerkingtreding van zo’n wijziging zou zo spoedig mogelijk een wet tot goedkeuring van de ministeriële regeling moeten worden ingediend bij de Staten-Generaal. Ook kon hij amvb's per ministeriële regeling wijzigen, waarna een amvb ter goedkeuring in het Staatsblad moest worden geplaatst. Dit is gebeurd in het Besluit van 20 januari 2011, houdende goedkeuring van ministeriële regelingen tot aanpassing van algemene maatregelen van bestuur van Nederlands-Antilliaanse oorsprong voor de openbare lichamen Bonaire, Sint Eustatius en Saba (Goedkeuringsbesluit ministeriële regelingen BES).
De Aanpassingswet openbare lichamen Bonaire, Sint Eustatius en Saba heeft veel regelingen vóór de invoering gewijzigd. Het resultaat is voor de meeste wetten en Amvb's op 1 oktober 2010 (voor sommige op een andere datum) bij beschikking van de Minister van Justitie in het Staatsblad geplaatst. Dit is de starttekst van de regeling in wetten.overheid.nl.